# Ering
Ering – miejscowość i gmina w Niemczech, w kraju związkowym Bawaria, w rejencji Dolna Bawaria, w regionie Landshut, w powiecie Rottal-Inn, siedziba wspólnoty administracyjnej Ering. Leży około 20 km na południowy wschód od Pfarrkirchen, nad rzeką Inn, przy drodze B12.

## Dzielnice
W skład gminy wchodzą trzy dzielnice: Ering, Münchham, Kirn.

## Demografia
| Rok  | Liczba mieszk. |
| ---- | -------------- |
| 1970 | 2 157          |
| 1987 | 1 845          |
| 2000 | 1 953          |

## Osoby urodzone w Ering
- Damazy II – (1048 w Pildenau), papież

## Oświata
(na 1999)

W gminie znajduje się przedszkole (75 miejsc i 59 dzieci) oraz szkoła podstawowa (7 nauczycieli, 100 uczniów).